# The Silver King (film fra 1919)
The Silver King er en amerikansk stumfilm fra 1919 af George Irving.

## Medvirkende
- William Faversham som Wilfred Denver
- Barbara Castleton som Nellie Denver
- Nadia Gray som Cissie Denver
- Lawrence Johnson som Neddie Denver
- John Sutherland som Jaikes